# 伯克夏 (紐約州)
伯克夏（英語：Berkshire）是一個位於美國紐約州泰奧加縣的鎮。

## 人口
根據2020年美國人口普查的數據，伯克夏的面積為78.28平方千米，當中陸地面積為78.26平方千米，而水域面積為0.02平方千米。當地共有人口1485人，而人口密度為每平方千米19人。